# Grand Hotel (film 1932)
Grand Hotel è un film del 1932 diretto da Edmund Goulding e tratto dal romanzo di Vicki Baum Menschen im Hotel (People at a Hotel). Fu presentato alla prima edizione della Mostra del cinema di Venezia.

## Trama
In un fittizio Grand Hotel di Berlino, durante i primi anni della Repubblica di Weimar, si intrecciano le storie di svariati personaggi: madame Grusinskaya, star del balletto, eccentrica diva, si trova in una fase di calo della popolarità e, dopo un'esibizione non apprezzata dal pubblico, pensa di togliersi la vita. Viene fermata dallo spiantato barone von Geigern, un nobile decaduto che sopravvive con piccoli traffici che si è introdotto nella camera della ballerina per tentare di rubare le sue perle, un colpo che lo aiuterebbe a far fronte a un debito di 5.000 marchi con degli strozzini.

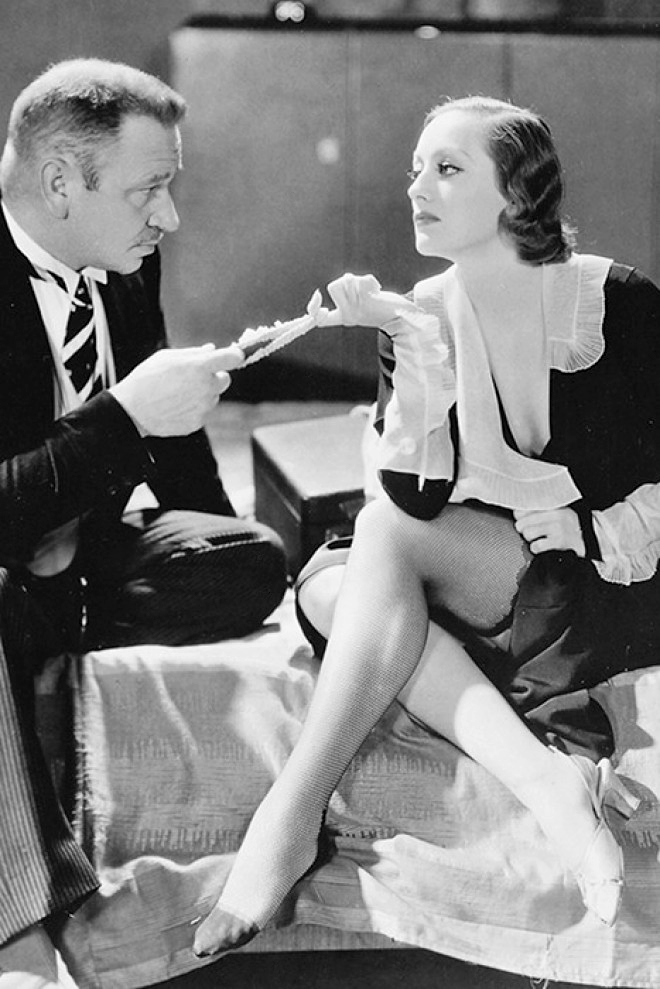
Wallace Beery e Joan Crawford in una foto pubblicitaria del film

L'industriale Preysing è in albergo per incontrare i rappresentanti di una ditta manifatturiera per la firma di un contratto che potrebbe risollevare le sorti della ditta del suocero sull'orlo del fallimento. A tale scopo assume la segretaria Flaemchen, soprannominata Fiamma, con il secondo fine, non troppo nascosto, di sedurla.
La ragazza aveva incontrato il barone e con lui il contabile Kringelein, dipendente di Preysing, che dopo aver ricevuto notizie gravi riguardanti la sua salute ha deciso di lasciare il lavoro e godersi la vita negli ultimi mesi che gli rimangono.
Anche lei bisognosa di soldi, Flaemchen accetta la proposta di Preysing di partire con lui per Londra, mentre il contabile Kringelein viene invitato a una partita a poker dove - fortuna del principiante - sbanca il tavolo, mentre il barone perde anche i pochi soldi ancora in suo possesso.
La ballerina, innamoratasi del barone e spronata da lui, ritorna a teatro dove la sua esibizione raccoglie un successo clamoroso e si prepara a partire con lui per un breve periodo di vacanza che trascorrerà sulle Alpi, ma l'uomo ha bisogno di soldi. Avendo rinunciato a rubare le perle e non riuscendo a tradire il buon Kringelein rubandogli la vincita, il barone entra nella stanza dell'industriale Preysing, mentre questi sta tentando di sedurre Flaemchen, ma viene sorpreso dall'uomo con il suo portafogli in mano e ucciso in uno scatto d'ira.
Il mattino seguente il corpo del barone viene portato via da un'uscita secondaria per non disturbare gli ospiti; Grusinskaya è raggiante per le prossime vacanze che trascorrerà a Tremezzo con il suo nuovo amore: nessuno del suo entourage ha avuto il coraggio di dirle la verità; Preysing viene condotto in galera mentre Flaemchen ha deciso di accompagnare Kringelein a Parigi per rendergli felici gli ultimi mesi che lo aspettano.
Partite queste persone, ne arrivano subito delle nuove con altre storie e, forse, altri drammi.

## Produzione
La produzione del film fu affidata a Irving Thalberg il più importante produttore esecutivo della MGM degli anni trenta. Thalberg pensò di comporre il cast con più stelle del cinema del periodo, cosa che allora rappresentava una novità assoluta. Il film divenne così il prototipo degli all star movies, i film contenenti cast composti da più stelle del cinema e sorretti da una grossa campagna pubblicitaria.
A Thalberg spettò anche il merito di convincere gli attori riluttanti a partecipare al lungometraggio. Greta Garbo era sul punto di rifiutare la parte perché voleva John Gilbert come co-protagonista (al posto di John Barrymore) e perché pensava di essere troppo vecchia (a 27 anni!) per interpretare una ballerina. Barrymore invece accettò un contratto di tre film con la MGM solo per apparire assieme alla Garbo. Wallace Beery, che riteneva il suo personaggio troppo sgradevole, fu convinto garantendogli che sarebbe stato l'unico personaggio a parlare con accento tedesco. Joan Crawford temeva che le sue scene fossero di minore rilevanza rispetto a quelle della Garbo e che sarebbero state cancellate (come in effetti poi avvenne in alcuni stati conservatori).
Gli attori si confondono con i loro personaggi in maniera quasi totale: troviamo una Greta Garbo primadonna pretenziosa, una Joan Crawford "serva" e "disponibile", un Wallace Beery burbero e autoritario e un John Barrymore farfallone e sempre al verde.
Per evitare tensioni tra le dive protagoniste, i personaggi di Greta Garbo e di Joan Crawford non compaiono mai assieme in una stessa scena durante il film. Tuttavia un "rumor" non accreditato, dice che la Crawford si vendicò del fatto che la divina l'avesse spuntata nell'apparire per prima tra i titoli di testa: sapendo del disprezzo della Garbo per Marlene Dietrich (anch'esso più una leggenda che vero) e per i ritardatari, l'attrice si assicurò di arrivare sul set sempre in ritardo e che venissero suonate le canzoni della Dietrich durante le pause. In realtà Greta Garbo incontrando la Crawford, che per lei nutriva una totale ammirazione, si disse dispiaciuta di non condividere nemmeno una scena con lei. Fu, a detta di Joan Crawford, una delle esperienze più emozionanti della sua vita.

## Riconoscimenti
- 1932 - Premio Oscar
  - Miglior film a MGM
- Nel 2007 è stato scelto per essere conservato nel National Film Registry della Biblioteca del Congresso degli Stati Uniti.[2]
- Una battuta del film ("Voglio essere sola", "I want to be alone" in lingua originale) è stata inserita nel 2005 nella lista delle cento migliori citazioni cinematografiche di tutti i tempi stilata dall'American Film Institute, nella quale figura al 30º posto[3].

## Omaggi e parodie
- Il film fu oggetto di una parodia l'anno seguente, per opera della Warner Bros.: con il cortometraggio musicale Nothing Ever Happens, diretto dal regista Roy Mack.
- Celebre la parodia "Al Grand Hotel" realizzata dal Quartetto Cetra nell'ambito della serie antologica Biblioteca di Studio Uno in onda sulla Rai nel 1964.
- Del film ne furono realizzati due remake:
  - Grand hotel Astoria (USA 1945), diretto da Robert Z. Leonard e interpretato da Ginger Rogers, Lana Turner e Walter Pidgeon
  - Grand Hotel (Francia/Germania Ovest 1959), diretto da Gottfried Reinhardt con Michèle Morgan